# Preah Khan
Preah Khan (kmersko ប្រាសាទព្រះខ័ន; »kraljevi meč«) je tempelj v Angkorju v Kambodži, zgrajen v 12. stoletju za kralja Džajavarmana VII. v čast njegovemu očetu.:383–384,389:174–176 Stoji severovzhodno od Angkor Thoma in zahodno od baray Džajatataka, s katerim je bil povezan. Bilo je središče obsežne organizacije s skoraj 100.000 uradniki in služabniki. Tempelj je zasnovan ravno, z osnovnim tlorisom zaporednih pravokotnih galerij okoli budističnega svetišča, zapletenega s hindujskimi satelitskimi templji in številnimi kasnejšimi dodatki. Tako kot bližnji Ta Prohm tudi Preah Khan v veliki meri ni bil obnovljen, med ruševinami pa rastejo številna drevesa in drugo rastlinje.

## Zgodovina
Preah Khan je bil zgrajen na mestu zmage Džajavarmana VII. nad vsiljivimi Chami leta 1191. Nenavadno je sodobno ime, ki pomeni »sveti meč«, izpeljano iz pomena izvirnika – Nagara Džajasri (sveto mesto zmage). Mesto sta morda prej zasedali kraljevi palači Jasovarmana II. in Tribhuvanaditjavarmana. Temeljna stela templja je zagotovila veliko informacij o zgodovini in upravljanju lokacije: glavna podoba bodhisatve Avalokitešvare v obliki kraljevega očeta je bila posvečena leta 1191 (kraljeva mati je bila prej obeležena na enak način na Ta Prohm). 430 drugih božanstev je prav tako imelo svetišča na mestu, od katerih je vsako prejelo hrano, oblačila, parfume in celo mreže proti komarjem; bogastvo in zaklad te ruševine vključuje zlato, srebro, dragulje, 112.300 biserov in kravo s pozlačeni rogovi. Institucija je združevala vlogo mesta, templja in budistične univerze: bilo je 97.840 spremljevalcev in služabnikov, vključno s 1000 plesalci in 1000 učitelji.
Tempelj še vedno v veliki meri ni obnovljen: začetno čiščenje je potekalo od leta 1927 do 1932, delna anastiloza pa je bila izvedena leta 1939. Od takrat so bili prostostoječi kipi odstranjeni zaradi varnega hrambe, izvedena pa so bila še konsolidacijska in restavratorska dela. Vseskozi so konservatorji poskušali uravnotežiti obnovo in vzdrževanje divjega stanja, v katerem je bil tempelj odkrit: eden od njih, Maurice Glaize, je to zapisal;
Tempelj je bil prej preplavljen s posebno požrešno vegetacijo in precej uničen, kar predstavlja samo kaos. Čiščenje je potekalo ob stalnem spoštovanju velikih dreves, ki dajejo kompoziciji prijeten videz, ne da bi predstavljala neposredno nevarnost. Hkrati je nekaj delnih anastiloz oživilo različne stavbe, ki so bile najdene v zadostnem stanju in predstavljajo nekaj posebnega pomena v svoji arhitekturi ali dekoraciji. 
Od leta 1991 najdišče vzdržuje Svetovni sklad za spomenike. Nadaljeval je s previdnim pristopom k obnovi, saj je verjel, da bi šlo dlje vključevalo preveč ugibanja, in raje spoštuje porušeno naravo templja. Eden od njegovih nekdanjih zaposlenih je dejal: »V bistvu izvajamo poveličan program vzdrževanja. Nismo pripravljeni potvarjati zgodovine«. Zato se je omejil predvsem na stabilizacijska dela na četrti vzhodni gopuri, Hiši ognja in Dvorani plesalcev.

## Najdišče
Zunanje obzidje Preah Khana je iz laterita in nosi 72 garud, ki držijo nage, v 50 m intervalih. Obdan je z jarkom, meri 800 x 700 m in obsega površino 56 hektarjev. Vzhodno od Preah Khana je pristajališče na robu zaliva Džajatataka, ki meri 3,5 x 0,9 km. To je omogočilo tudi dostop do templja Neak Pean v središču barya. Ko se je zaliv Džajatataka izsuši, se ob koncu vsake deževne sezone vsa odvečna voda na tem območju spet preusmeri vanj in ga napolni.
Kot običajno je Preah Khan usmerjen proti vzhodu, zato je bil to glavni vhod, vendar so na vsaki kardinalni točki še drugi. Vsak vhod ima nasip nad jarkom z devami in asurami, ki nosijo nāge, podobni tistim v Angkor Thomu; Glaize je menil, da je to znak, da je bil mestni element Preah Khana pomembnejši od tistih v Ta Prohmu ali Banteay Kdeiju.
Na pol poti, ki vodi do tretjega ograjenega prostora, na severni strani, je Hiša ognja (ali Dharmasala), podobna Ta Prohmovi. Preostanek četrtega ograjenega prostora, ki je zdaj poraščen z gozdom, je prvotno zasedlo mesto; ker je bil zgrajen iz pokvarljivih materialov, ni preživel. Tretja stena ograjenega prostora je velika 200 x 175 metrov. Pred tretjo gopuro je križna terasa. Sama gopura je zelo obsežna, s tremi stolpi v središču in dvema paviljonoma ob strani. Med južnima stolpoma sta bili dve slavni drevesi kapokovca (Ceiba pentandra), o katerih je Glaize zapisal, »slonita na samem oboku galerije, [oblikujeta] njene odprtine in podpirata kamne kot nadomestek za stebre v muhi narave, ki je kot fantastično, saj je nevarno«. Eno od dreves je zdaj mrtvo, čeprav so korenine ostale na mestu. Drevesa bo morda treba odstraniti, da preprečijo poškodbe strukture. Na skrajni strani templja ima tretja zahodna gopura pedimente s šahovsko igro in bitko na Lanki ter dve varuški dvarapali na zahodu.
Zahodno od tretje vzhodne gopure je na glavni osi Dvorana plesalcev. Stene so okrašene z apsarami; podobe Bude v nišah nad njimi so bile uničene v protibudistični reakciji pod Džajavarmanom VIII. Severno od Dvorane plesalcev je dvonadstropna stavba z okroglimi stebri. V Angkorju ni ohranjenih nobenih drugih primerov te oblike, čeprav obstajajo sledovi podobnih stavb v Ta Prohmu in Banteay Kdei. Freeman in Jacques domnevata, da je bila to morda kašča. Preostanek tretje ograde zasedajo ribniki (zdaj suhi) v vsakem kotu in satelitski templji na severu, jugu in zahodu. Medtem ko je bil glavni tempelj budistični, so ti trije posvečeni Šivi, prejšnjim kraljem in kraljicam oziroma Višnuju. Znani so predvsem po svojih pedimentih: na severnem templju Višnu, ki leži na zahodu in hindujska trojica Višnu, Šiva in Brahma na vzhodu; na zahodnem templju Krišna dviguje goro Govardhana proti zahodu.
Dvorano plesalcev in steno drugega ograjenega prostora povezuje dvorišče z dvema knjižnicama. Druga vzhodna gopura sega na to dvorišče; je ena redkih angkorskih gopur s pomembno notranjo dekoracijo, z garudami na vogalih vencev. Podobe Bude na stebrih so bile spremenjene v puščavnike pod Džajavarmanom VIII.
Med drugim ograjenim zidom (85 × 76 m) in prvim ograjenim zidom (62 × 55 m) na vzhodni strani je vrsta kasnejših dodatkov, ki ovirajo dostop in skrivajo nekatere od izvirnih dekoracij. Prva ograda je, kot je dejal Glaize, podobno »zadušena z bolj ali manj porušenimi stavbami«. Ograda je razdeljena na štiri dele s križno oblikovano galerijo, vsak del pa je skoraj zapolnjen s temi poznejšimi nepravilnimi dodatki. Stene te galerije in notranjost osrednjega svetišča so prekrite z luknjami za pritrditev bronastih plošč, ki so jih prvotno pokrivale in zunanjost svetišča - 1500 ton je bilo porabljenih za okrasitev celotnega templja. V središču templja je namesto prvotnega kipa Lokešvare stupa, zgrajena nekaj stoletij po začetni gradnji templja.

## Mikrobna razgradnja
Ugotovljeno je bilo, da mikrobni biofilmi razgrajujejo peščenjak v Angkor Vatu, Preah Khanu ter Bayonu in West Prasatu v Angkorju. Nitaste cianobakterije, odporne na dehidracijo in sevanje, lahko proizvajajo organske kisline, ki razgradijo kamen. Temna nitasta gliva je bila najdena v notranjih in zunanjih vzorcih Preah Khana, medtem ko je bila alga Trentepohlia najdena samo v vzorcih, vzetih z zunanjega, rožnato obarvanega kamna v Preah Khanu.

## Galerija
- Jarek, ki obdaja tempeljski kompleks
- Skulpture na poti do templja
- Most
- Knjižnica
- Gopura
- Enonadstropna stavba v Preah Khanu
- Vhod
- Notranjost templja
- Stupa
- Izrezljana preklada
- Jayadevi, ena od dveh sester Jayavarmana VII
- Balustirana okna
- Pediment, ki prikazuje bitko na Lanki
- Džajatataka Baray